# Vladimir Melanin
Vladimir Michajlovič Melanin (Владимир Михайлович Меланьин; 1. prosinec 1933 – 10. srpen 1994) byl sovětský biatlonista. V dresu Sovětského svazu získal zlatou medaili na olympijských hrách v Innsbrucku v roce 1964, když triumfoval ve vytrvalostním na 20 kilometrů. Na této své oblíbené trati získal i tři individuální tituly mistra světa, v letech 1959, 1962 a 1963. Tři mistrovské tituly má i ze štafet.
Byl prvním sovětským biatlonistou v historii, který vyhrál olympijské hry a mistrovství světa. V Sovětském svazu závodil za armádní klub VS Kirov, stal se dvakrát mistrem země (1959, 1966). Začínal jako běžec na lyžích, ale během vojenské služby přešel k biatlonu. Jako u řady jiných biatlonistů s podobným osudem byla jeho slabinou střelba a při závodech se spoléhal na své běžecké dispozice. Špatná střelba ho připravila o medaili například na jeho prvních hrách ve Squaw Valley roku 1960, kde v závodě na 20 kilometrů skončil nakonec čtvrtý. Naopak na hrách v Innsbrucku soupeře zaskočil čistou střelbou, díky čemuž vyhrál o 3,5 minuty, což je dosud rekordní náskok vítěze v jakémkoli olympijském biatlonovém závodě. Po konci závodní kariéry pracoval jako biatlonový trenér a řídil běžecký a biatlonový areál v Kirovské oblasti.